# Lijst van zoogdieren met Nederlandse namen
Dit is een lijst van zoogdieren met Nederlandse namen, gesorteerd op wetenschappelijke naam. De lijst is ontstaan uit een samenwerking van verschillende medewerkers van Wikipedia, die de namen verzameld hebben. Daarna is steeds gekeken welke naam het beste paste. Zie de betreffende deellijsten hieronder waar de namen van de zoogdieren worden weergegeven.
Omdat de lijst te lang is, is hij opgesplitst naar de volgende pagina's:
A - B - C - D - E - F - G - H - I - J - K - L - M - N - O - P - R - S - T - U - V - W - X - Z
Geen enkele wetenschappelijke geslachtsnaam voor zoogdieren begint met een Y en er is geen enkele Nederlandse naam voor een zoogdier waarvan de wetenschappelijke naam begint met Q.
Landen: Afghanistan · Albanië · Algerije · Andorra · Angola · Antigua en Barbuda · Argentinië · Armenië · Australië · Azerbeidzjan · Bahama's · Bahrein · Bangladesh · Barbados · België · Belize · Benin · Bhutan · Bolivia · Bosnië en Herzegovina · Botswana · Brazilië · Brunei · Bulgarije · Burkina Faso · Burundi · Cambodja · Canada · Centraal-Afrikaanse Republiek · Chili · China · Colombia · Comoren · Congo-Brazzaville · Congo-Kinshasa · Costa Rica · Cuba · Cyprus · Denemarken · Djibouti · Dominica · Dominicaanse Republiek · Duitsland · Ecuador · Egypte · El Salvador · Equatoriaal-Guinea · Eritrea · Estland · Ethiopië · Fiji · Filipijnen · Finland · Frankrijk · Gabon · Gambia · Georgië · Ghana · Grenada · Griekenland · Guatemala · Guinee · Guinee-Bissau · Guyana · Haïti · Honduras · Hongarije · Ierland · IJsland · India · Indonesië · Irak · Iran · Israël · Italië · Ivoorkust · Jamaica · Japan · Jemen · Jordanië · Kaapverdië · Kameroen · Kazachstan · Kenia · Kirgizië · Kiribati · Koeweit · Kosovo · Kroatië · Laos · Lesotho · Letland · Libanon · Liberia · Libië · Liechtenstein · Litouwen · Luxemburg · Madagaskar · Malawi · Maldiven · Maleisië · Mali · Malta · Marokko · Marshalleilanden · Mauritanië · Mauritius · Mexico · Micronesië · Moldavië · Monaco · Mongolië · Montenegro · Mozambique · Myanmar · Namibië · Nauru · Nederland · Nepal · Nicaragua · Nieuw-Zeeland · Niger · Nigeria · Noord-Korea · Noord-Macedonië · Noorwegen · Oeganda · Oekraïne · Oezbekistan · Oman · Oostenrijk · Oost-Timor · Pakistan · Palau · Panama · Papoea-Nieuw-Guinea · Paraguay · Peru · Polen · Portugal · Qatar · Roemenië · Rusland · Rwanda · Saint Kitts en Nevis · Saint Lucia · Saint Vincent en de Grenadines · Salomonseilanden · Samoa · San Marino · Sao Tomé en Principe · Saoedi-Arabië · Senegal · Servië · Seychellen · Sierra Leone · Singapore · Slovenië · Slowakije · Soedan · Somalië · Spanje · Sri Lanka · Suriname · Swaziland · Syrië · Tadzjikistan · Tanzania · Thailand · Togo · Tonga · Trinidad en Tobago · Tsjaad · Tsjechië · Tunesië · Turkije · Turkmenistan · Tuvalu · Uruguay · Vanuatu · Venezuela · Verenigd Koninkrijk · Verenigde Arabische Emiraten · Verenigde Staten · Vietnam · Wit-Rusland · Zambia · Zimbabwe · Zuid-Afrika · Zuid-Korea · Zweden · Zwitserland

Overig: Lijst van zoogdieren · Lijst van zoogdieren in Europa · Lijst van zoogdieren op Newfoundland · Lijst van zoogdieren met Nederlandse namen